# Cizara schausi
Cizara schausi är en fjärilsart som beskrevs av Clark 1923. Cizara schausi ingår i släktet Cizara och familjen svärmare. Inga underarter finns listade i Catalogue of Life.